# اسب‌سوار بی سر

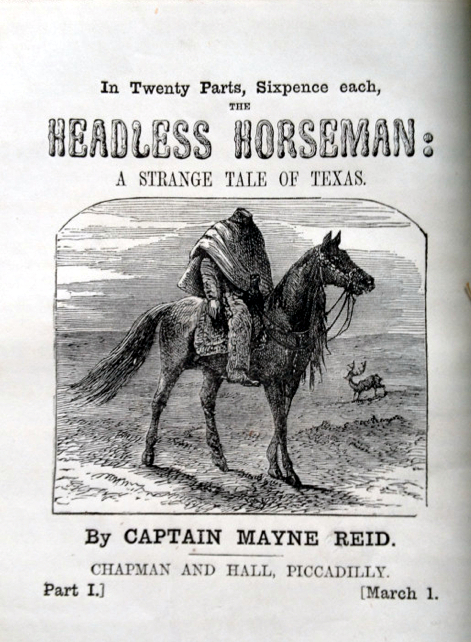
صفحه روی نسخه ماین رید از افسانه که در سال ۱۸۶۵ منتشر شد

اسب‌سوار بی‌سر، الگوی اصلی شخصیت اسطوره ای است که از قرون وسطی در فولکلور اروپا ظاهر شده است. این چهره‌ها به‌طور سنتی به‌عنوان سوارکارانی که سرشان از دست رفته است، نشان داده می‌شوند. این اسطوره‌ها از آن زمان الهام بخش تعدادی از داستان‌ها و شخصیت‌ها در فرهنگ عامه بوده‌اند، از جمله «افسانه اسلیپی هالو».